# Stadion Rote Erde
Stadion Rote Erde är en fotbolls- och friidrottsstadion belägen i Dortmund, Nordrhein-Westfalen i Tyskland. Arenan, som invigdes år 1926, fungerade under åren 1937-1974 som hemmaarena för fotbollsklubben Borussia Dortmund. Numera spelar, trots undermålig belysning, klubbens reserver fortfarande här.
På anläggningen, som ligger alldeles intill den mer moderna Signal Iduna Park, har genom historien har också boxningsmatcher, gymnastikuppträdanden, friidrott och fotbollslandskamper genomförts.
I dag har friidrotts klubben LG Olympia Dortmund sin verksamhet här.